# Cylicomorpha solmsii
Espèce
Synonymes
- Jacaratia solmsii Urb.[1] [2] [3]

Statut de conservation UICN

 NT  : Quasi menacé
C. solmsii est un arbre du genre des Cylicomorpha et de la famille des Caricacées. Son synonyme est Jacaratia solmsii Urb. L’espèce est un arbre avec des feuilles palmées. La zone de distribution observée jusqu’à présent est la région du Sud-Ouest du Cameroun. C. solmsii se trouve dans les forêts semi-sempervirentes situées à une altitude de 400 à 1 450 m. Selon l’UICN la plante est catégorisée comme quasi menacée, à cause de son habitat qui est menacé par la déforestation due à l’agriculture et l’exploitation du bois.